# Vườn quốc gia Pa Hin Ngam

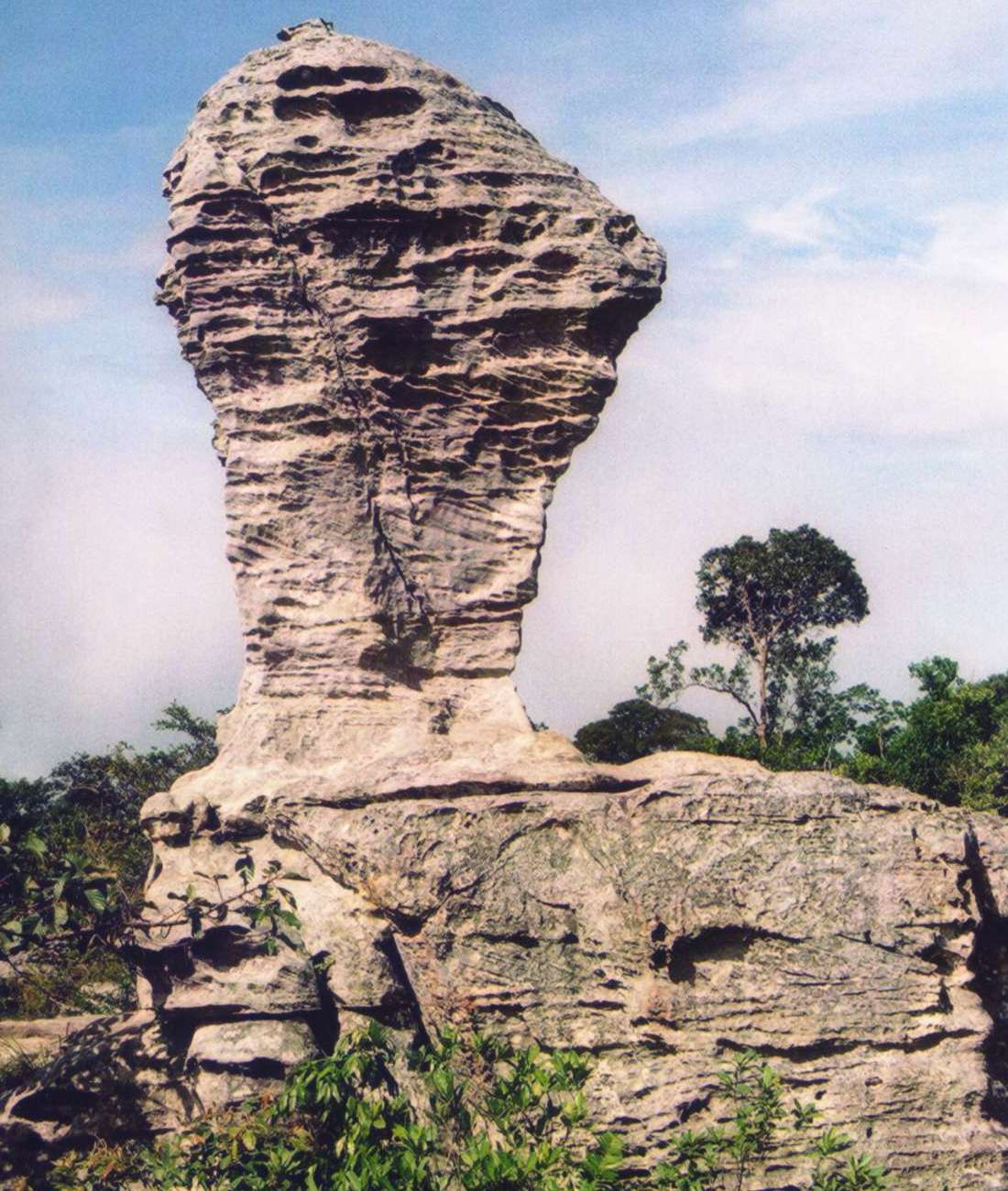
Kiến tạo đá.

Pa Hin Ngam (ป่าหินงาม) là một vườn quốc gia ở tỉnh Chaiyaphum của Thái Lan. Tên gọi Hin Ngam có nghĩa là đá đẹp, còn Pa có nghĩa là rừng.
Năm 1985, phòng Lâm nghiệp huyện Thep Satit đã khảo sát khu vực này lần đầu và kiến nghị bảo vệ khu vực này. Tháng 10 năm 1986, Vườn rừng Pa Hin Ngam đã được thành lập, có diện tích 10 km² xung quanh các kiến tạo đá có hình thù kỳ lạ nên vườn mới có tên như hiện nay. Năm 1993, Bộ Lâm nghiệp Thái Lan đã tiến hành một cuộc khảo sát toàn diện bao gồm cả khu vực xung quanh và kiến nghị thành lập vườn quốc gia. Vườn quốc gia có diện tích  112 km² được thành lập ngày 19 tháng 9 năm 1994, nhưng chỉ được công bố chính thức vào năm 2007.
Vườn quốc gia nằm tại ranh giới của dãy núi Phetchabun với cao nguyên Khorat. Điểm quan sát tại vách đá dốc có độ cao 846 m Sut Phan Din cho phép quan sát thung lũng sông Sonthi và Khu bảo tồn hoang dã Sab Langka. Tên gọi Sut Phan Din (สุดแผ่นดิน) có nghĩa tận cùng của đất, phản ánh độ dốc của vách núi. Vách núi này cũng đánh dấu đường chia nước giữa sông Chao Phraya và sông Mekong.
Gần điểm quan sát là một trong những cánh đồng hoa tulip Xiêm (Curcuma alismatifolia), gọi là Dok Kra Jiao (ดอกกระเจียว) trong tiếng Thái. Những cánh rừng dầu nở hoa tím vào thời gian bắt đầu mùa mưa tháng 7.